# Anna Serierse
Anna Serierse, (Utrecht, 1993) is een Nederlandse jazzzangeres. 
Anna Serierse groeide al van jongs af aan op met jazzmuziek. Haar vader is jazzdrummer en conservatoriumdocent Marcel Serierse, haar grootvader is jazzbassist Koos Serierse. 
Al op vijfjarige leeftijd zong ze in een Soester kinderkoor, vanaf haar negende jaar kreeg ze zangles van Jannemien Cnossen. Na de Van der Huchtschool en het Baarnsch Lyceum volgde ze van 2011 tot 2013 het Junior Jazz College aan het Conservatorium van Amsterdam. Hierna deed ze aan het conservatorium van Amsterdam de richting Jazz Zang. Een van haar docenten was Roos Jonker. Vanaf 2015 was zij ook lid van het Nationaal Jeugd Jazz Orkest onder leiding van Martin Fondse. 
In 2017 slaagde zij voor haar bachelor aan het conservatorium summa cum laude in de richting Jazz Zang. Hierna begon ze aan haar studie voor het EUJam Master.
Op het conservatorium ontmoette zij gitarist Gijs Idema. Idema vormde daarna samen met bassist Cas Jiskoot en drummer Tim Hennekes het Anna Serierse Quartet. De leden treden samen op in verschillende bezettingen. Met Gijs Idema maakt Anna arrangementen voor standards en Braziliaanse muziek. Haar voorbeeld is Ella Fitzgerald.
Anna Serierse trad op met het Metropole Orkest en zong op het Amersfoorts Jazz Festival en in het Bimhuis. In 2016 trad ze op in De Wereld Draait Door. Eind 2017 volgde een optreden in "Podium Witteman" waar ze optrad met Mike Boddé. In 2018 trad ze op met het Martin Fondse Orchestra op North Sea Jazz. Ook trad Serierse meermalen op op het Grachtenfestival.
Anna Serierse zong mee op albums van Kika Sprangers, Benjamin Herman en Teus Nobel. Het album dat ze met Benjamin Herman op nam True Love's Flame won de Edison Jazz Nationaal Vocaal 2023.
In 2021 bracht het Idema/Serierse Quartet hun debuutalbum uit met de titel Motus.
Serierse is een van de zangeressen van de groep Cantorias, naast Lilian Vieira, Nina Rompa en Femke Smit. Cantorias speelt werk van Braziliaanse componisten als Ivan Lins, Edu Lobo, Chico Buarque, Milton Nascimento, Vinicius de Moraes & Baden Powell en Joyce Moreno. In 2024 won Cantorias een Edison Award in de categorie Jazz Nationaal Vocaal.

## Prijzen
- In november 2017 won zij de jaarlijkse prijs van de Stichting Jazztalent.[15]
- In 2021 werd Motus van het Idema/Serierse Quartet genomineerd voor de Edison Jazzism publieksprijs[16].
- In 2023 won True Love's Flame van Benjamin Herman featuring  Anna Serierse de Edison Jazz Nationaal Vocaal.
- In 2024 won Cantorias (met o.a. Anna Serierse) een Edison Award in de categorie Jazz Nationaal Vocaal.